# Pódio triplo

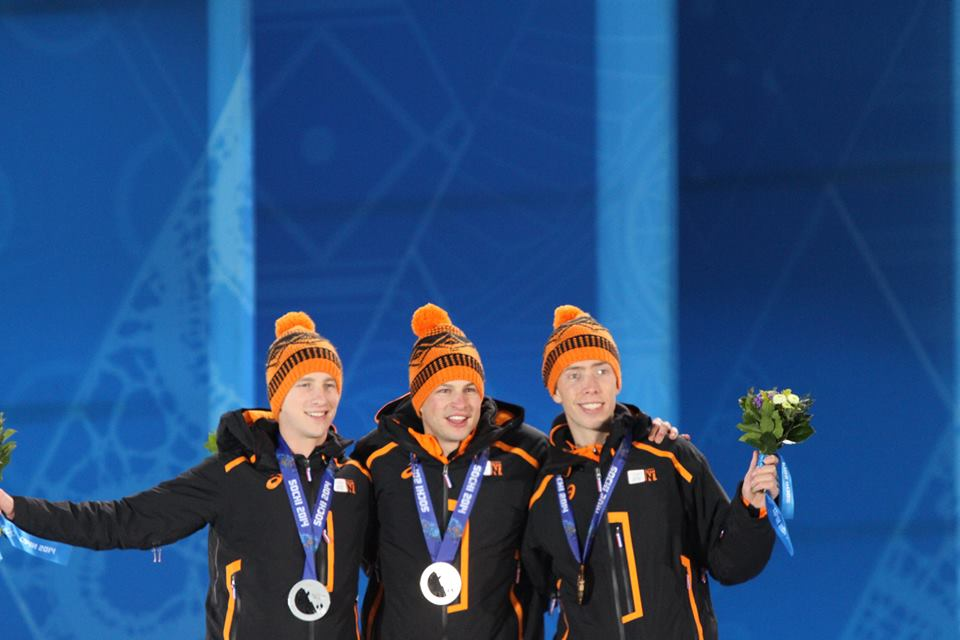
Um pódio triplo nos Jogos Olímpicos de Inverno de 2014. Três atletas neerlandeses conquistaram os 3 primeiros lugares no 5.000m da patinação de velocidade.

Pódio triplo, ou Podium triplo, por vezes também conhecido pela palavra inglesa Podium Sweep, é uma terminologia esportiva para descrever que uma equipe/país conquistou os 3 primeiros lugares de uma competição, dominando, assim, o pódio daquele evento.

## Lista de Pódios Triplos nos Jogos Olímpicos de Verão

### Atletismo
Masculino
| Jogos            | Evento                                              | NOC                    | Ouro                       | Prata                      | Bronze                      |
| ---------------- | --------------------------------------------------- | ---------------------- | -------------------------- | -------------------------- | --------------------------- |
| 1896 Atenas      | Salto em altura                                     | Estados Unidos (USA)   | Ellery Clark 1.81 m        | James Connolly 1.65 m      | none awarded                |
| 1896 Atenas      | Salto em altura                                     | Estados Unidos (USA)   | Ellery Clark 1.81 m        | Robert Garrett 1.65 m      | none awarded                |
| 1896 Atenas      | Salto em distância                                  | Estados Unidos (USA)   | Ellery Clark 6.35 m        | Robert Garrett 6.00 m      | James Connolly 5.84 m       |
| 1900 Paris       | 110 metros com barreira                             | Estados Unidos (USA)   | Alvin Kraenzlein 15.4 s    | John McLean 15.5 s         | Frederick Moloney 15.6 s    |
| 1900 Paris       | 4000 metros com obstáculos                          | Grã-Bretanha (GBR)     | John Rimmer 12:58.4        | Charles Bennett 12:58.6    | Sidney Robinson 12:58.8     |
| 1900 Paris       | Triple jump                                         | Estados Unidos (USA)   | Myer Prinstein 14.47 m     | James Connolly 13.97 m     | Lewis Sheldon 13.64 m       |
| 1900 Paris       | Standing triple jump                                | Estados Unidos (USA)   | Ray Ewry 10.58 m           | Irving Baxter 9.95 m       | Robert Garrett 9.50 m       |
| 1900 Paris       | Standing Salto em altura                            | Estados Unidos (USA)   | Ray Ewry 1.655 m           | Irving Baxter 1.525 m      | Lewis Sheldon 1.500 m       |
| 1900 Paris       | Shot put                                            | Estados Unidos (USA)   | Richard Sheldon 14.10 m    | Josiah McCracken 12.85 m   | Robert Garrett 12.37 m      |
| 1900 Paris       | Lançamento de martelo                               | Estados Unidos (USA)   | John Flanagan 51.01 m      | Truxtun Hare 46.26 m       | Josiah McCracken 43.58 m    |
| 1904 St. Louis   | 60 metros                                           | Estados Unidos (USA)   | Archie Hahn 7.0 s          | William Hogenson 7.2 s     | Fay Moulton 7.2 s           |
| 1904 St. Louis   | 100 metros                                          | Estados Unidos (USA)   | Archie Hahn 11.0 s         | Nate Cartmell 11.2 s       | William Hogenson 11.2 s     |
| 1904 St. Louis   | 200 metros                                          | Estados Unidos (USA)   | Archie Hahn 21.6 s         | Nate Cartmell 21.9 s       | William Hogenson            |
| 1904 St. Louis   | 400 metros                                          | Estados Unidos (USA)   | Harry Hillman 49.2 s       | Frank Waller 49.9 s        | Herman Groman 50.0 s        |
| 1904 St. Louis   | 800 metros                                          | Estados Unidos (USA)   | James Lightbody 1:56.0     | Howard Valentine 1:56.3    | Emil Breitkreutz 1:56.4     |
| 1904 St. Louis   | 1500 metros                                         | Estados Unidos (USA)   | James Lightbody 4:05.4     | Frank Verner 4:06.8        | Lacey Hearn                 |
| 1904 St. Louis   | Maratona                                            | Estados Unidos (USA)   | Thomas Hicks 3:28:53       | Albert Corey 3:34:52*      | Arthur Newton 3:47:33       |
| 1904 St. Louis   | 110 metros com barreira                             | Estados Unidos (USA)   | Fred Schule 16.0 s         | Thaddeus Shideler 16.3 s   | Lesley Ashburner 16.4 s     |
| 1904 St. Louis   | 200 metros com barreira                             | Estados Unidos (USA)   | Harry Hillman 24.6 s       | Frank Castleman 24.9 s     | George Poage                |
| 1904 St. Louis   | 400 metros com barreira                             | Estados Unidos (USA)   | Harry Hillman 53.0 s       | Frank Waller 53.2 s        | George Poage 56.8 s         |
| 1904 St. Louis   | Salto em distância                                  | Estados Unidos (USA)   | Myer Prinstein 7.34 m      | Daniel Frank 6.89 m        | Robert Stangland 6.88 m     |
| 1904 St. Louis   | Triple jump                                         | Estados Unidos (USA)   | Myer Prinstein 14.35 m     | Fred Englehardt 13.90 m    | Robert Stangland 13.36 m    |
| 1904 St. Louis   | Pole vault                                          | Estados Unidos (USA)   | Charles Dvorak             | LeRoy Samse                | Louis Wilkins               |
| 1904 St. Louis   | Standing Salto em distância                         | Estados Unidos (USA)   | Ray Ewry                   | Charles King               | John Biller                 |
| 1904 St. Louis   | Standing triple jump                                | Estados Unidos (USA)   | Ray Ewry                   | Charles King               | Joseph Stadler              |
| 1904 St. Louis   | Standing Salto em altura                            | Estados Unidos (USA)   | Ray Ewry                   | Joseph Stadler             | Lawson Robertson            |
| 1904 St. Louis   | Shot put                                            | Estados Unidos (USA)   | Ralph Rose                 | Wesley Coe                 | Lawrence Feuerbach          |
| 1904 St. Louis   | Lançamento de martelo                               | Estados Unidos (USA)   | John Flanagan              | John DeWitt                | Ralph Rose                  |
| 1904 St. Louis   | Triathlon                                           | Estados Unidos (USA)   | Max Emmerich               | John Grieb                 | William Merz                |
| 1908 Londres     | 110 metros com barreira                             | Estados Unidos (USA)   | Forrest Smithson           | John Garrels               | Arthur Shaw                 |
| 1908 Londres     | Lançamento de disco                                 | Estados Unidos (USA)   | Martin Sheridan            | Merritt Giffin             | Bill Horr                   |
| 1912 Estocolmo   | 100 metros                                          | Estados Unidos (USA)   | Ralph Craig                | Alvah Meyer                | Donald Lippincott           |
| 1912 Estocolmo   | 800 metros                                          | Estados Unidos (USA)   | Ted Meredith               | Mel Sheppard               | Ira Davenport               |
| 1912 Estocolmo   | 110 metros com barreira                             | Estados Unidos (USA)   | Fred Kelly                 | James Wendell              | Martin Hawkins              |
| 1912 Estocolmo   | Triple jump                                         | Suécia (SWE)           | Gustaf Lindblom            | Georg Åberg                | Erik Almlöf                 |
| 1912 Estocolmo   | Shot put                                            | Estados Unidos (USA)   | Pat McDonald               | Ralph Rose                 | Lawrence Whitney            |
| 1912 Estocolmo   | Two handed javelin throw                            | Finlândia (FIN)        | Julius Saaristo            | Väinö Siikaniemi           | Urho Peltonen               |
| 1912 Estocolmo   | Decathlon                                           | Suécia (SWE)           | Hugo Wieslander            | Charles Lomberg            | Gösta Holmér                |
| 1920 Antuérpia   | Javelin throw                                       | Finlândia (FIN)        | Jonni Myyrä                | Urho Peltonen              | Pekka Johansson             |
| 1924 Paris       | Pole vault                                          | Estados Unidos (USA)   | Lee Barnes                 | Glen Graham                | James Brooker               |
| 1924 Paris       | Shot put                                            | Estados Unidos (USA)   | Bud Houser                 | Glenn Hartranft            | Ralph Hills                 |
| 1928 Amsterdã    | 3000 metros com obstáculos                          | Finlândia (FIN)        | Toivo Loukola 9:21.8 WR    | Paavo Nurmi 9:31.2         | Ove Andersen 9:35.6         |
| 1928 Amsterdã    | Pole vault                                          | Estados Unidos (USA)   | Sabin Carr 4.20            | William Droegemuller 4.10  | Charles McGinnis 3.95       |
| 1932 Los Angeles | 200 metros                                          | Estados Unidos (USA)   | Eddie Tolan 21.2           | George Simpson 21.4        | Ralph Metcalfe 21.5         |
| 1932 Los Angeles | Javelin throw                                       | Finlândia (FIN)        | Matti Järvinen 72.71 m     | Matti Sippala 69.80 m      | Eino Penttilä 68.70 m       |
| 1936 Berlim      | 10,000 metros Predefinição:DetailsLink              | Finlândia (FIN)        | Ilmari Salminen 30:15.4    | Arvo Askola 30:15.6        | Volmari Iso-Hollo 30:20.2   |
| 1936 Berlim      | Salto em altura Predefinição:DetailsLink            | Estados Unidos (USA)   | Cornelius Johnson 2.03 m   | Dave Albritton 2.00 m      | Delos Thurber 2.00 m        |
| 1936 Berlim      | Decathlon Predefinição:DetailsLink                  | Estados Unidos (USA)   | Glenn Morris 7900          | Bob Clark 7601             | Jack Parker 7275            |
| 1948 Londres     | 110 metros com barreira Predefinição:DetailsLink    | Estados Unidos (USA)   | William Porter 13.9        | Clyde Scott 14.1           | Craig Dixon 14.1            |
| 1948 Londres     | 3000 metros com obstáculos Predefinição:DetailsLink | Suécia (SWE)           | Tore Sjöstrand 9:04.6      | Erik Elmsäter 9:08.2       | Göte Hagström 9:11.8        |
| 1948 Londres     | Shot put Predefinição:DetailsLink                   | Estados Unidos (USA)   | Wilbur Thompson 17.12 m    | Jim Delaney 16.68 m        | Jim Fuchs 16.42 m           |
| 1952 Helsinki    | 200 metros Predefinição:DetailsLink                 | Estados Unidos (USA)   | Andy Stanfield 20.7        | Thane Baker 20.8           | James Gathers 20.8          |
| 1952 Helsinki    | 110 metros com barreira Predefinição:DetailsLink    | Estados Unidos (USA)   | Harrison Dillard 13.7      | Jack Davis 13.7            | Arthur Barnard 14.1         |
| 1952 Helsinki    | Shot put Predefinição:DetailsLink                   | Estados Unidos (USA)   | Parry O'Brien17.41 m       | Darrow Hooper 17.39 m      | Jim Fuchs 17.06 m           |
| 1952 Helsinki    | Decathlon Predefinição:DetailsLink                  | Estados Unidos (USA)   | Bob Mathias 7,887 pts      | Milt Campbell 6,975 pts    | Floyd Simmons 6,788 pts     |
| 1956 Melbourne   | 200 metros Predefinição:DetailsLink                 | Estados Unidos (USA)   | Bobby Morrow 20.6 (OR)     | Andy Stanfield 20.7        | Thane Baker 20.9            |
| 1956 Melbourne   | 110 metros com barreira Predefinição:DetailsLink    | Estados Unidos (USA)   | Lee Calhoun 13.5 (OR)      | Jack Davis 13.5 (OR)       | Joel Shankle 14.1           |
| 1956 Melbourne   | 400 metros com barreira Predefinição:DetailsLink    | Estados Unidos (USA)   | Glenn Davis 50.1 (=OR)     | Eddie Southern 50.8        | Joshua Culbreath 51.6       |
| 1956 Melbourne   | 20 kilometros walk Predefinição:DetailsLink         | União Soviética (URS)  | Leonid Spirin 1:31:27.4    | Antanas Mikėnas 1:32:03.0  | Bruno Junk 1:32:12.0        |
| 1956 Melbourne   | Lançamento de disco Predefinição:DetailsLink        | Estados Unidos (USA)   | Al Oerter 56.36 m (OR)     | Fortune Gordien 54.81 m    | Desmond Koch 54.40 m        |
| 1960 Roma        | 110 metros com barreira Predefinição:DetailsLink    | Estados Unidos (USA)   | Lee Calhoun 13.8           | William May 13.8           | Hayes Jones 14.0            |
| 1960 Roma        | 400 metros com barreira Predefinição:DetailsLink    | Estados Unidos (USA)   | Glenn Davis 49.3 (OR)      | Clifton Cushman 49.6       | Dick Howard 49.7            |
| 1960 Roma        | Shot put Predefinição:DetailsLink                   | Estados Unidos (USA)   | Bill Nieder 19.68 m (OR)   | Parry O'Brien 19.11 m      | Dallas Long 19.01 m         |
| 1960 Roma        | Lançamento de disco Predefinição:DetailsLink        | Estados Unidos (USA)   | Al Oerter 59.18 m (OR)     | Rink Babka 58.02 m         | Dick Cochran 57.16 m        |
| 1968 México City | 400 metros Predefinição:DetailsLink                 | Estados Unidos (USA)   | Lee Evans 43.86 (WR)       | Larry James 43.97          | Ron Freeman 44.41           |
| 1976 Montreal    | Lançamento de martelo Predefinição:DetailsLink      | União Soviética (URS)  | Yuriy Sedykh 77.52 m       | Aleksey Spiridonov 76.08 m | Anatoliy Bondarchuk 75.48 m |
| 1980 Moscou      | Lançamento de martelo Predefinição:DetailsLink      | União Soviética (URS)  | Yuriy Sedykh 81.80 m WR    | Sergey Litvinov 80.64 m    | Jüri Tamm 78.96 m           |
| 1984 Los Angeles | 200 metros Predefinição:DetailsLink                 | Estados Unidos (USA)   | Carl Lewis 19.80 OR        | Kirk Baptiste 19.96        | Thomas Jefferson 20.26      |
| 1988 Seul        | 400 metros Predefinição:DetailsLink                 | Estados Unidos (USA)   | Steve Lewis 43.87          | Butch Reynolds 43.93       | Danny Everett 44.09         |
| 1988 Seul        | Salto em distância Predefinição:DetailsLink         | Estados Unidos (USA)   | Carl Lewis 8.72 m          | Mike Powell 8.49 m         | Larry Myricks 8.27 m        |
| 1988 Seul        | Pole vault Predefinição:DetailsLink                 | União Soviética (URS)  | Sergey Bubka 5.90 m        | Radion Gataullin 5.85 m    | Grigoriy Yegorov 5.80 m     |
| 1988 Seul        | Lançamento de martelo Predefinição:DetailsLink      | União Soviética (URS)  | Sergey Litvinov 84.80 m OR | Yuriy Sedykh 83.76 m       | Jüri Tamm 81.16 m           |
| 1992 Barcelona   | 3000 metros com obstáculos Predefinição:DetailsLink | Quênia (KEN)           | Matthew Birir 8:08.84      | Patrick Sang 8:09.55       | William Mutwol 8:10.74      |
| 1992 Barcelona   | Salto em distância Predefinição:DetailsLink         | Estados Unidos (USA)   | Carl Lewis 8.67 m          | Mike Powell 8.64 m         | Joe Greene 8.34 m           |
| 1992 Barcelona   | Lançamento de martelo Predefinição:DetailsLink      | Equipa Unificada (EUN) | Andrey Abduvaliyev 82.54 m | Igor Astapkovich 81.96 m   | Igor Nikulin 81.38 m        |
| 2004 Athens      | 200 metros Predefinição:DetailsLink                 | Estados Unidos (USA)   | Shawn Crawford 19.79       | Bernard Williams 20.01     | Justin Gatlin 20.03         |
| 2004 Athens      | 400 metros Predefinição:DetailsLink                 | Estados Unidos (USA)   | Jeremy Wariner 44.00       | Otis Harris 44.16          | Derrick Brew 44.42          |
| 2004 Athens      | 3000 metros com obstáculos Predefinição:DetailsLink | Quênia (KEN)           | Ezekiel Kemboi 8:05.81     | Brimin Kipruto 8:06.11     | Paul Kipsiele Koech 8:06.64 |
| 2008 Beijing     | 400 metros Predefinição:DetailsLink                 | Estados Unidos (USA)   | LaShawn Merritt 43.75      | Jeremy Wariner 44.74       | David Neville 44.80         |
| 2008 Beijing     | 400 metros com barreira Predefinição:DetailsLink    | Estados Unidos (USA)   | Angelo Taylor 47.25        | Kerron Clement 47.98       | Bershawn Jackson 48.06      |
| 2012 London      | 200 metros Predefinição:DetailsLink                 | Jamaica (JAM)          | Usain Bolt 19.32           | Yohan Blake 19.44          | Warren Weir 19.84           |

Feminino
| Jogos               | Evento                              | NOC                     | Ouro                           | Prata                                      | Bronze                       |
| ------------------- | ----------------------------------- | ----------------------- | ------------------------------ | ------------------------------------------ | ---------------------------- |
| 1952 Helsinki       | Lançamento de Disco                 | União Soviética (URS)   | Nina Romashkova 51.42 m        | Elizaveta Bagryantseva 47.08 m             | Nina Dumbadze 46.29 m        |
| 1976 Montreal       | Pentathlon                          | Alemanha Oriental (GDR) | Siegrun Siegl 4745             | Christine Laser 4745                       | Burglinde Pollak 4740        |
| 1980 Moscow         | 800 metros                          | União Soviética (URS)   | Nadezhda Olizarenko 1:53.43 WR | Olga Mineeva 1:54.81                       | Tatyana Providokhina 1:55.46 |
| 1980 Moscow         | Pentathlon Predefinição:DetailsLink | União Soviética (URS)   | Nadezhda Tkachenko 5083 WR     | Olga Rukavishnikova 4937                   | Olga Kuragina 4875           |
| 2004 Athens         | Salto em distância                  | Rússia (RUS)            | Tatyana Lebedeva 7.07 m        | Irina Simagina 7.05 m                      | Tatyana Kotova 7.05 m        |
| 2008 Beijing        | 100 metros                          | Jamaica (JAM)           | Shelly-Ann Fraser 10.78        | Sherone Simpson 10.90 Kerron Stewart 10.90 | none awarded                 |
| 2016 Rio de Janeiro | 100 metros com barreira             | Estados Unidos (USA)    | Brianna Rollins 12.48          | Nia Ali 12.59                              | Kristi Castlin 12.61         |

## Lista de Pódios Triplos nos Jogos Olimpicos de Inverno

### Patinação de Velocidade
| Jogos              | Evento            | NOC               | Ouro                     | Prata             | Bronze             | Ref.  |
| ------------------ | ----------------- | ----------------- | ------------------------ | ----------------- | ------------------ | ----- |
| Innsbruck 1964     | 500 m feminino    | União Soviética   | Lidiya Skoblikova        | Irina Yegorova    | Tatyana Sidorova   |       |
| Innsbruck 1964     | 5.000m Masculino  | Noruega           | Knut Johannesen          | Per Ivar Moe      | Fred Anton Maier   |       |
| Sarajevo 1984      | 3.000m Feminino   | Alemanha Oriental | Andrea Schöne            | Karin Enke        | Gabi Schönbrunn    |       |
| Albertville - 1992 | 5.000m Feminino   | Alemanha          | Gunda Niemann            | Heike Warnicke    | Claudia Pechstein  |       |
| Nagano 1998 Nagan  | 3.000m Feminino   | Alemanha          | Gunda Niemann-Stirnemann | Claudia Pechstein | Anni Friesinger    |       |
| Nagano 1998 Nagan  | 10.000m Masculino | Países Baixos     | Gianni Romme             | Bob de Jong       | Rintje Ritsma      |       |
| Sochi 2014         | 5.000m Masculino  | Países Baixos     | Sven Kramer              | Jan Blokhuijsen   | Jorrit Bergsma     |       |
| Sochi 2014         | 500m Feminino     | Países Baixos     | Michel Mulder            | Jan Smeekens      | Ronald Mulder      |       |
| Sochi 2014         | 1.500m Feminino   | Países Baixos     | Jorien ter Mors          | Ireen Wüst        | Lotte van Beek     | [ 3 ] |
| Sochi 2014         | 10.000m Masculino | Países Baixos     | Jorrit Bergsma           | Sven Kramer       | Bob de Jong        | [ 3 ] |
| PyeongChang 2018   | 3.000m Feminino   | Países Baixos     | Carlijn Achtereekte      | Ireen Wüst        | Antoinette de Jong | [ 4 ] |

### Patinação Artística no Gelo
| Jogos                  | Evento            | NOC            | Ouro               | Prata             | Bronze        |
| ---------------------- | ----------------- | -------------- | ------------------ | ----------------- | ------------- |
| Londres - 1908 *       | Simples Masculino | Suécia         | Ulrich Salchow     | Richard Johansson | Per Thorén    |
| Cortina d'Ampezzo 1956 | Simples Masculino | Estados Unidos | Hayes Alan Jenkins | Ronnie Robertson  | David Jenkins |

- Nota: Em 1908, a Patinação Artística no Gelo fazia parte do programa das Olimpíadas de Verão.

### Snowboard
| Jogos               | Evento             | NOC            | Ouro        | Prata      | Bronze        | Ref.  |
| ------------------- | ------------------ | -------------- | ----------- | ---------- | ------------- | ----- |
| Salt Lake City 2002 | Halfpipe Masculino | Estados Unidos | Ross Powers | Danny Kass | Jarret Thomas | [ 5 ] |

### Esqui cross-country
| Jogos                       | Evento                    | NOC             | Ouro                 | Prata                  | Bronze                 | Ref.  |
| --------------------------- | ------------------------- | --------------- | -------------------- | ---------------------- | ---------------------- | ----- |
| Chamonix 1924               | 50 km Masculino           | Noruega         | Thorleif Haug        | Thoralf Strømstad      | Johan Grøttumsbråten   |       |
| St. Moritz 1928             | 50 km Masculino           | Suécia          | Per-Erik Hedlund     | Gustaf Jonsson         | Volger Andersson       |       |
| St. Moritz 1928             | 18 km Masculino           | Noruega         | Johan Grøttumsbråten | Ole Hegge              | Reidar Ødegaard        |       |
| Garmisch-Partenkirchen 1936 | 50 km Masculino           | Suécia          | Elis Wiklund         | Axel Wikström          | Nils-Joel Englund      |       |
| St. Moritz 1948             | 18 km Masculino           | Suécia          | Martin Lundström     | Nils Östensson         | Gunnar Eriksson        |       |
| Oslo 1952                   | 10 km Feminino            | Finlândia       | Lydia Wideman        | Mirja Hietamies        | Siiri Rantanen         |       |
| Squaw Valley 1960           | 10 km Feminino            | União Soviética | Maria Gusakova       | Lyubov Kozyreva        | Radya Yeroshina        |       |
| Innsbruck 1964              | 10 km Feminino            | União Soviética | Klavdiya Boyarskikh  | Yevdokiya Mekshilo     | Maria Gusakova         |       |
| Calgary 1988                | 20 km Feminino            | União Soviética | Tamara Tikhonova     | Anfisa Reztsova        | Raisa Smetanina        |       |
| Albertville 1992            | 30 km Masculino           | Noruega         | Vegard Ulvang        | Bjørn Dæhlie           | Terje Langli           |       |
| Sochi 2014                  | 30 km Feminino            | Noruega         | Marit Bjørgen        | Therese Johaug         | Kristin Størmer Steira |       |
| Sochi 2014                  | 50 km Masculino           | Rússia          | Alexander Legkov     | Maxim Vylegzhanin      | Ilia Chernousov        |       |
| Pyeongchang 2018            | 30 km skiathlon masculino | Noruega         | Simen Hegstad Krüger | Martin Johnsrud Sundby | Hans Christer Holund   | [ 6 ] |

### Combinado nórdico
| Jogos            | Evento                 | NOC      | Ouro            | Prata         | Bronze       | Ref.  |
| ---------------- | ---------------------- | -------- | --------------- | ------------- | ------------ | ----- |
| Pyeongchang 2018 | Individual pista longa | Alemanha | Johannes Rydzek | Fabian Rießle | Eric Frenzel | [ 7 ] |